# 호르몬과 싸우기
호르몬과 싸우기(ปิดเทอมใหญ่ หัวใจว้าวุ่น, Pidtermyai Huajai Wawoon, Hormones)는 태국에서 제작된 송요스 수그마카난 감독의 2008년 코미디 영화이다. 시라추크 치엔타원 등이 주연으로 출연하였다.

## 출연

### 주연
- 시라추크 치엔타원
- 포쿠스 지라쿤

### 조연
- 육정위
- 웅스말린 시라파차크메타
- 아오이 소라
- 랏추 수라차라스
- 찬타빗 다나세비
- 찰리 트레이랫